# جرة السفلي (وحدتية)
جرة السفلی (بالفارسية: جره سفلی) هي مستوطنة و قرية تقع في إيران في قسم وحدتية الريفي.